# Gabriele D’Annunzio
Gabriele Michele Raffaele Ugo D’Annunzio (ur. 12 marca 1863 w Pescarze, zm. 1 marca 1938 w Gardone Riviera) – włoski lotnik wojskowy, poeta, dramaturg, prozaik oraz skrajnie prawicowy polityk. Znany zwłaszcza dzięki bestsellerowej powieści z 1894 Triumf śmierci. Często opisywany jako Jan Chrzciciel włoskiego faszyzmu.

## Życiorys
Ojciec Gabriela zmienił nazwisko z Rapagnetta na D’Annunzio. Przyszły pisarz uczył się w Toskanii. Zadebiutował w 1879 tomikiem Primo Vere nawiązującym do klasycyzmu. Wsławił się brawurą, walcząc jako lotnik w czasie I wojny światowej. Pomimo sprzeciwu rodziny, poślubił księżniczkę Marię Hardouin di Gallese. Biografowie uważali jednak Elvirę Natalię Fraternali (w jego twórczości i korespondencji występująca jako Barbara Leoni lub Barbarella, żona hrabiego Leoni) za „jedyną miłość w życiu poety”. Jej osoby dotyczy część jego twórczości (Niezwyciężona, Triumf śmierci).
W swoich utworach wyrażał panteistyczną radość życia; jego twórczość przesiąknięta jest egotyzmem. Zdaniem Jana Tomkowskiego włoski odpowiednik Przybyszewskiego. Wpływ na jego twórczość wywarła filozofia Artura Schopenhauera i Friedricha Nietzschego. Interesował się również literaturą Dostojewskiego i Tołstoja, nie odnajdując jednak pełnego dla niej zrozumienia.
Podczas I wojny światowej służył w lotnictwie włoskim, m.in. latał na ciężkich bombowcach Caproni Ca.3, uczestnicząc w nalotach na bazy marynarki w Puli i Kotorze w sierpniu 1917. W 1918 roku był inicjatorem propagandowego lotu nad Wiedniem podczas którego zrzucono na miasto ulotki. Gabriele D’Annunzio często jest uważany za jednego z prekursorów włoskiego faszyzmu. Benito Mussolini zaczerpnął wiele z jego myśli, m.in. koncepcję wskrzeszenia Imperium Romanum. 12 września 1919 roku D’Annunzio na czele oddziałów ochotniczych dokonał zajęcia Fiume (obecnie Rijeka), co spowodowało wycofanie sprzymierzonych oddziałów francusko-brytyjsko-amerykańskich i proklamowanie Regencji Carnaro. D’Annunzio utrzymał się w mieście do 30 grudnia 1920 roku, pragnąc aby przyłączono Dalmację do Włoch.
W latach 1919–20 D'Annunzio, jako zdobywca Fiume i de facto dyktator Carnaro, zyskał na popularności. Ogłaszając Fiume "Republiką Carnaro", a siebie – "Duce", D'Annunzio stworzył publiczną teatralność i rytuały, które później Mussolini uczynił własnymi: codzienne agresywne przemówienia z balkonu, całą choreografię ceremonii i parad z mnóstwem mundurów (w tym czarne koszule), "rzymski salut" z wyciągniętą ręką i okrzykiem wojennym "Eia, eia, alalà". Był pomysłodawcą marszu na Rzym. Przyjmując wiele z manier Comandante, Mussolini zdołał przyciągnąć do swojego ruchu wielu weteranów z Fiume.
15 sierpnia 1922 były premier Włoch Francesco Saverio Nitti, D’Annunzio i Mussolini mieli spotkać się na rozmowach w Rzymie. 13 sierpnia Mussolini wysłał samochód z kierowcą do willi D’Annunzia w Gardone. Do podróży jednak nie doszło. D’Annunzio wypadł z okna swojego domu i z licznymi urazami czaszki trafił do szpitala. Nie pamiętał wypadku, ale do końca życia odczuwał jego skutki. Pozostaje tajemnicą, czy była to próba zabójstwa. Dwa i pół miesiąca później ruch faszystowski dokonał zamachu stanu, a Mussolini przejął pełnię władzy we Włoszech. W późniejszym okresie drogi D’Annunzia i Mussoliniego rozeszły się, wskutek zdecydowanego sprzeciwu D’Annunzia wobec sojuszu Włoch z III Rzeszą.
Zmarł 1 marca 1938 na zawał serca w Gardone Riviera.

## Twórczość
- 1879 – Primo Vere (debiutancki tomik poezji)
- Powieści spod znaku Róży
  - 1889 – Rozkosz (Il Piacere, zamieszczona na indeksie ksiąg zakazanych)
  - 1894 – Triumf śmierci (Trionfo della morte)
  - 1892 – Niewinne (L’innocente)
- 1891 – Giovanni Episcopo
- 1895 – Dziewice wśród skał (Le Vergini delle Rocce)
- 1900 – Ogień (Il fuoco); wydanie polskie 1901, tłum. Wilhelmina Zyndram-Kościałkowska[13]
- 1900 – Elegie romane (poezje)
- 1882 – Dziewicza ziemia (La Terra vergine)
- Powieści spod znaku Lilii
- Powieści spod znaku Owocu Granatu
- Niezwyciężona (L’Invincibile)
- Gioconda – poezje
- Deszcz w sosnowym lesie
- Pochwały nieba, morza, ziemi i bohaterów
- List do Dalmatów